# Justus Perthes

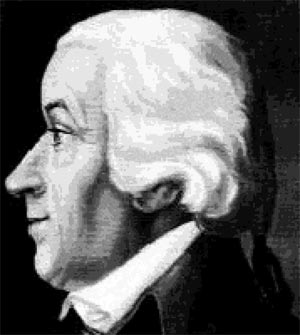
Justus Perthes.

Johann Georg Justus Perthes, född den 11 september 1749 i Rudolstadt, död den 1 maj 1816 i Gotha, var en tysk bokförläggare. Han var farbror till Friedrich Christoph Perthes.

## Biografi
Perthes grundlade 1785 i Gotha den sedermera världsbekanta förlagsfirman Justus Perthes, först känd genom den av firman till en början endast arrenderade utgivningen av Gotha-hovkalendern och Almanach de Gotha. Från 1800-talets första årtionde ägnade man sig framförallt åt en långt mer betydelsefull verksamhet, nämligen utgivandet av geografiska verk, i samarbete med män som Adolf Stieler, Heinrich Berghaus, Karl Spruner och Emil von Sydow.
Firman innehades efter Perthes död av hans son Wilhelm Perthes (1793-1853) och sonson Bernhard Wilhelm Perthes (1821-57). Den sistnämnde förbättrade tekniken genom användning av galvanoplastik, litografiskt färgtryck och kemitypi samt bildade 1854 en geografisk anstalt, varifrån August Petermann 1855 började utge månatliga meddelanden. Efter Bernhard Wilhelm Perthes död sköttes rörelsen för änkans räkning, och 1881 blev hans postume son, Bernhard Perthes, innehavare av firman. 1916 övertog dennes son, Joachim Perthes företaget.